# عمر فاروق تكبيلك
عمر فاروق تكبيلَك (بالتركية: Ömer Faruk Tekbilek)، ولد سنة 1951 في أضنة بتركيا، هو موسيقي محترف يتقن العزف على عدة آلات موسيقية مستقر في الولايات المتحدة التي هاجر إليها بعد خمس سنوات من تعرفه إلى زوجته الأمريكية.
شكل فرقة موسيقية أطلق عليها اسم «السلاطين» مع مصري، يوناني وشقيقه وبعد خمسة ألبومات، كان لا يزال مجهولا حتى لقائه مع برايان كين في عام 1988 الذي أنتج له ستة ألبومات ذائعة الصيت.
يعرف عمر فاروق موسيقاه بأنها «كونية» وتجلس عند تقاطع التصوف، الفولكلور، الرومانسية والخيال.

## ألبوماته
1. Best of Sultans (1986)
2. Suleyman The Magnificent (1988)
3. Fire Dance (1990)
4. Beyond The Sky (1992)
5. Whirling (1994)
6. Fata Morgana (1995)
7. Mystical Garden (1996)
8. Crescent Moon (1998)
9. One Truth (1999, World Class/Hearts of Space Records[2]) (I Love You)
10. Dance into Eternity: Selected Pieces 1987–1998 (2000)
11. Alif (2002)
12. Tree Of Patience (2005)
13. Rare Elements (Remixes) (2009)
14. Kelebek (Butterfly) (2009)
15. Best of Omar Faruk Tekbilek “Longing” (2010)
16. Dance for Peace "Sufi Selections of OMAR FARUK TEKBILEK" (2011)
17. The Meeting of The Legends "Askin Project" (2012)